# Авелон, Наталья
Ната́лья Авело́н (нем. Natalia Avelon, род. 29 марта 1980, Вроцлав, Польша) — немецкая актриса польского происхождения.

## Биография
В возрасте 8 лет Наталья Авелон переехала в Германию в Эттлинген. Именно там она выучила немецкий язык.
В 2000 году окончила гимназию имени Альбертуса Магнуса. Будучи подростком, проявила интерес к актёрскому мастерству. Изучала театральное искусство в Мюнхене, одновременно подрабатывая фотомоделью.
Её актерская карьера началась в 1998 году с нескольких рекламных роликов. Первый опыт актёрского мастерства приобрела благодаря участию в телесериале «Запретная любовь». Затем последовали другие роли в кино, в том числе в телевизионных фильмах. Один из них — «Мокасин Маниту» 2002 года.
Свою первую главную роль, роль Уши Обермайер, Наталья сыграла в фильме «Дикая жизнь», вышедшем на экраны в 2007 году. К этому фильму в дуэте с финским певцом и музыкантом Вилле Вало записала саундтрек — кавер-версия хита «Summer Wine» от Ли Хезлвуд и Нэнси Синатры. Саундтрек был выпущен 26 января 2007 года и занял второе место в немецком мартовском чарте.
В 2017 году выпустила свой дебютный альбом «Love Kills».

## Фильмография

### Кино
- 2001: Мокасины Маниту («супер длинная» версия)
- 2002: Белый олень (короткометражный)
- 2007: Дикая жизнь
- 2008: Фар Край
- 2008: Hell of a Night
- 2008: 80 минут
- 2009: Фантомания
- 2011: Gegengerade
- 2011: Wunderkinder
- 2012: Absturz (короткометражный)
- 2014: Alles inklusive
- 2018: Spielmacher

### Съёмки в клипах
- 2007: «Summer Wine» — Вилле Вало и Наталья Авелон[1]
- 2012: «Money and Women» — Wyn Davies
- 2013: «Unvergessene Zeit» — Down Below и Наталья Авелон
- 2017: «Blind Belief»

## Дискография

### Альбомы
- 2017: Love Kills

### Синглы
- 2007: «Summer Wine» — Вилле Вало и Наталья Авелон
- 2013: «Unvergessene Zeit» — Down Below и Наталья Авелон
- 2017: «Blind Belief»